# 旭日大綬章

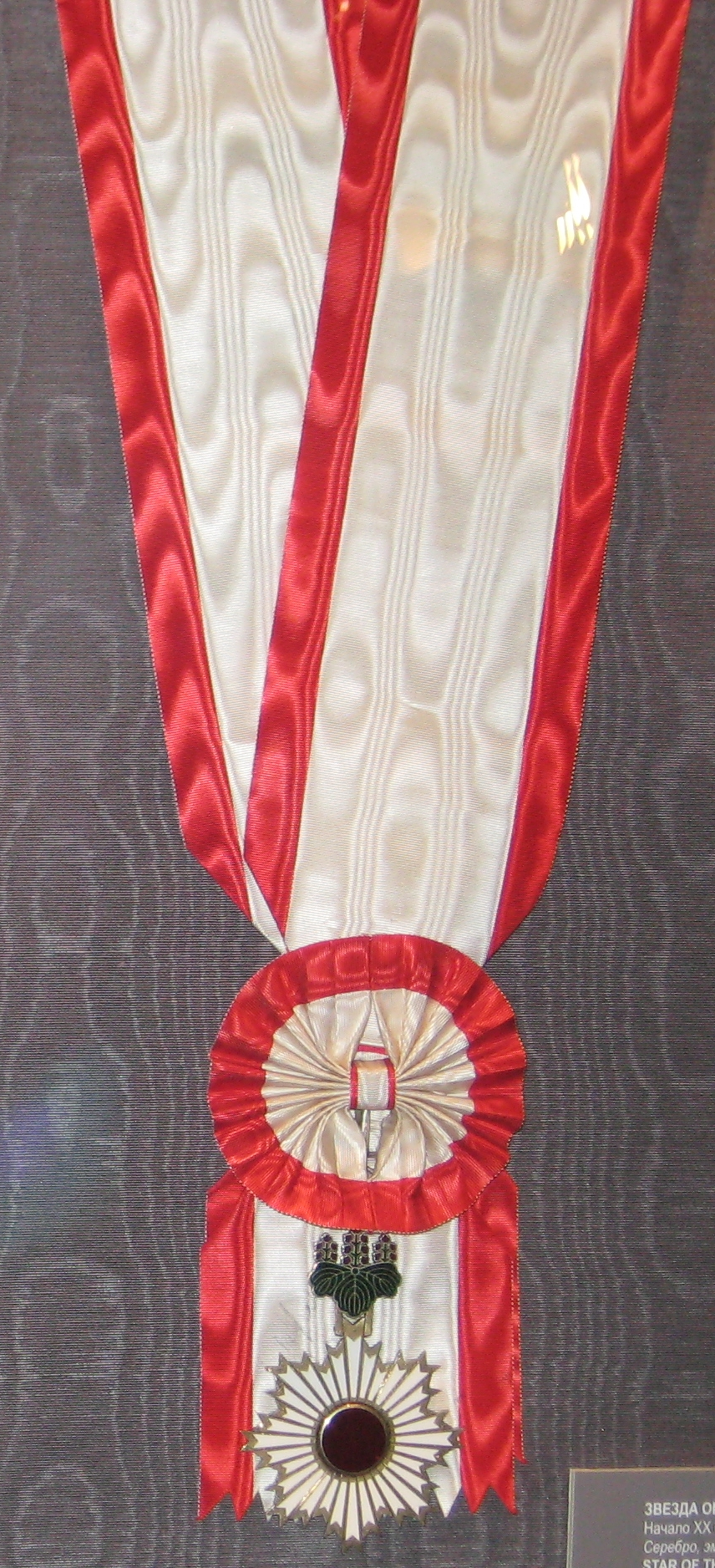
勳一等旭日大綬章

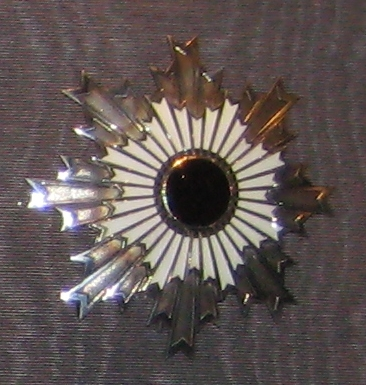
旭日大綬章副章

旭日大綬章，日本勳章的一種。1875年4月10日依據「賞牌從軍牌制定」（明治8年太政官布告第54號）制定（2003年11月3日更正）。

## 概要
旭日大綬章是旭日章最高級，相當於2003年11月2日以前的勳一等旭日大綬章。與其他旭日章樣式有點不同，大綬章為雙重旭日，其他的只有一重而已。
受章的基本資格有“70歲以上”、“在社會各式各樣領域中有引人矚目的顯著功績內容”並且有國務大臣、國會議員、地方公共團體首長、各種團體幹部、企業經營者等等的經驗。現在的旭日章即日本最早的勳章基礎。

## 勳章設計

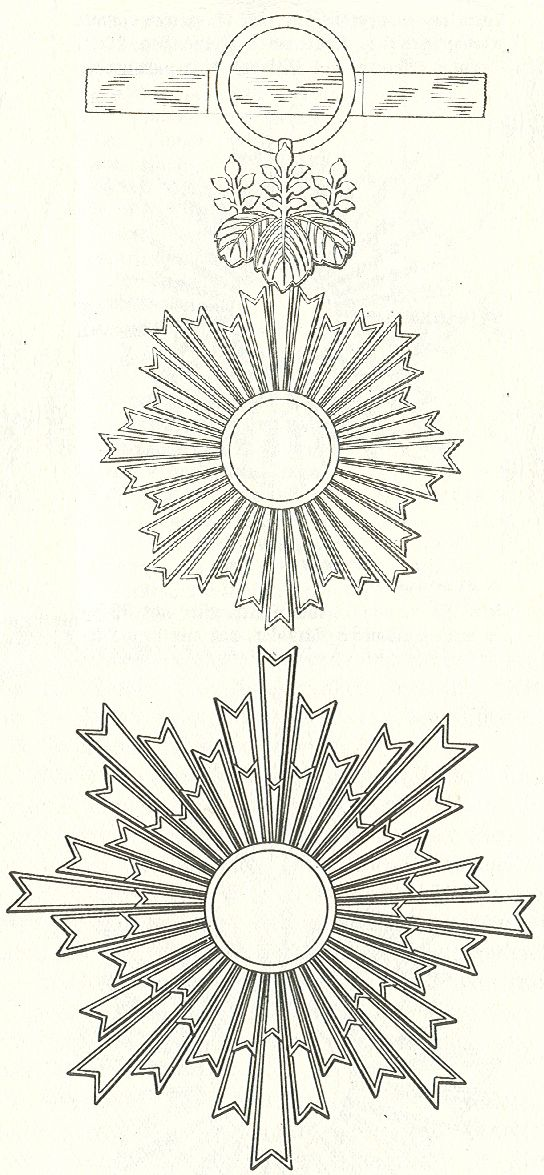
旭日大綬章以及副章（下）

以日章文中心圍繞雙重八角光芒（旭光）。「鈕」的造型使用桐花的花葉。「綬」為白底搭配雙紅線。

## 主要受章者
※年月日為受章日，並記載其主要任職過的職稱。
- 林寬子（日本第1、2任國土交通大臣） 2003年11月3日
- 池田行彥（日本124、125任外務大臣） 2004年1月28日
- 河合伸一（日本最高法院法官） 2004年4月29日
- 千種秀夫（日本最高法院法官） 2004年4月29日
- 平松守彥 (第9-14任大分縣知事） 2004年4月29日
- 室伏稔（伊藤忠商事會長） 2004年4月29日
- 明石康（聯合國人道事務與緊急援助副秘書長） 2004年11月3日
- 井嶋一友（日本最高法院法官） 2004年11月3日
- 大國昌彥（王子製紙會長） 2004年11月3日
- 大出峻郎（日本最高法院法官） 2004年11月3日
- 武村正義（日本第91任大藏大臣） 2004年11月3日
- 土井定包（大和證券會長） 2004年11月3日
- 長尾立子（日本第62任法務大臣） 2004年11月3日
- 奧田昌道（日本最高法院法官） 2005年4月29日
- 盧田甚之助（日本勞動組合總聯合會會長） 2005年11月3日
- 深澤武久（日本最高法院法官） 2005年11月3日
- 藤井正雄（日本最高法院法官） 2005年11月3日
- 慎原稔（三菱商事會長） 2005年11月3日
- 松野賴三（日本第36任農林大臣） 2006年5月10日
- 诺曼·峰田（日裔美國政治家，曾任聯邦眾議員、商務部長、運輸部長，首位進入美國內閣擔任閣員的東亞裔人士） 2007年4月
- 小野清子（日本第70、71任國家公安委員長及1960年羅馬奧運、1964年東京奧運日本代表選手） 2008年4月29日
- 石井道子（日本第36任環境大臣） 2008年4月29日
- 廖承志（首任中华人民共和国国侨办、港澳办主任） 1983年6月21日
- Henry McKinnell（英语：亨利·麥金內爾）（輝瑞首席執行官、美國製藥公會會長） 2006年11月7日
- 潘文凱（第5任越南總理） 2006年11月
- 谷牧（中华人民共和国前国务院副总理） 2008年4月29日
- 吳作棟（新加坡共和國前總理） 2011年6月24日
- 许水德（第9任中華民國考試院院長） 2015年4月29日
- 柳興洙（第21任韓國駐日本大使） 2016年6月29日
- 賴浩敏（第10任中華民國司法院院長） 2017年11月3日
- 王金平（第10任中華民國立法院院長） 2021年11月3日
- 让·克雷蒂安（第20任加拿大總理） 2023年4月29日
- 彭定康 （第28任香港總督） 2024年11月3日[2]

## 相關
勳一等旭日大綬章

## 外部連結
- （日語）日本の勲章・褒章